# Eyton (Herefordshire)
Eyton – wieś i civil parish w Anglii, w hrabstwie Herefordshire. W 2011 roku civil parish liczyła 124 mieszkańców. Eyton jest wspomniana w Domesday Book (1086) jako Ettone.